# Creu de l'entrada al cementiri de Riudaura
La Creu de l'entrada al cementiri de Riudaura és una obra de Riudaura (Garrotxa) inclosa a l'Inventari del Patrimoni Arquitectònic de Catalunya.

## Descripció
A l'entrada del cementiri del poble es conserva una creu situada damunt d'una pilastra de base quadrada, capitell amb coronament a quatre vessants i creu de ferro superior. Es pot llegir la data de 1781 amb una creu patada inscrita en un cercle al seu bell mig.